# Мусліх ад-дін Нуреддін-Заде
Мусліх ад-дін Нуреддін-Заде (також ібн Нур ад-дін ар-Румі) (1502 — 1573) — суфійський шейх, що мешкав в обителі дервішів у Стамбулі. Походив з Пловдива.
Належав до найвпливовіших суфіїв Османської імперії, був наближений до султана Сулеймана Кануні, серед його учнів також великий візир Мехмед-паша Соколлу, кримськотатарський суфій Ібрагім аль-Киримі.
Як головний духовний наставник османських військ брав участь у поході на Сігетвар (1566) і після смерті під час нього султана був одною із трьох довірених осіб, що супроводжували тіло до Стамбула.
Входив до сілсілля („ланцюга“) хальватійського тарікату. Спадщина Нуреддін-Заде була особливо популярна на Балканах.

## Роботи
Відомі п'ять робіт Нуреддін-Заде, що дійшли в рукописах:
- „Коментар на суру аль-Ан'ам“
- „Тлумачення текстів Садр ад-Діна аль-Кунаві“
- Переклад „Зупинок подорожніх“ (Маназіл ас-Са'ірін) Абдалли Ансарі
- „Послання про сходження“
- „Послання про єдність буття“